# ۵۲۵ (قمری)
۵۲۵ (قمری)، پانصد و بیست و پنجمین سال در گاهشماری هجری قمری است. اول محرم این سال برابر با یازدهم دسامبر سال ۱۱۳۰ میلادی است.

## وابسته
- عین‌القضات همدانی
- خجندیان